# Seix (Montferrer i Castellbò)
Seix, a vegades anomenat Six, és un nucli de població a 1.260 metres d'altitud, adscrit al municipi de Montferrer i Castellbò i de l'entitat municipal descentralitzada Vila i Vall de Castellbò, a l'Alt Urgell. És un poble gairebé despoblat, amb 7 persones empadronades el 1991 i 5 el 2009. Havia arribat a 54 habitants al segle xix.
Situat en un coster entre el barranc de Graoris i el del Prat Nou i té una església, Sant Serni, sufragània de la de Castellbò, dedicada a Sadurní de Tolosa. És un edifici romànic net i bonic, de nau, absis llis amb finestretes i porta a ponent amb un campanaret d'espadanya. Té un petit clos davant seu.